# Линијски парк (Београд)
Линијски парк је пројекат изградње парковске површине на простору од Бетон хале до Панчевачког моста, у укупној дужини од 4,6 километара. Предвиђено је да парк буде подељен у десет целина и да укључи културне и забавне садржаје.
Градски урбаниста Милутин Фолић је 6. марта 2018. године први пут најавио изградњу Линијског парка на месту пруге између Бетон хале до Панчевачког моста, као следећа фаза спуштања Београда на реке након реконструкције Карађорђеве улице.
Уклањање пруге на Дорћолу је започето 18. марта 2021. године. Најављена је изградња амфитеатра, галерије, летње позорнице и вештачког језера, као и нове зграде музеја железнице, који је тренутно смештен у згради Министарства саобраћаја.
Најављено је да ће напуштена Термоелектрана Снага и светлост у оквиру марине Дорћол, постати ново здање Музеја Николе Тесле, а који ће самим тим постати део Линијског парка. У оквиру парка ће се налазити и Кула Небојша.